# بی‌دینی در چین

نقشه بی‌خدایی حکومتی

چین بیشترین جمعیت بی‌دین جهان را دارد، و دولت چین و حزب حاکم کمونیست چین رسماً بی‌دین است. علی‌رغم محدودیت‌هایی که در برخی از اشکال بیان و تجمع دینی وجود دارد، دین ممنوع نیست و آزادی دینی به‌طور اسمی تحت قانون اساسی چین محافظت می‌شود. در میان جمعیت عمومی چین، اعمال دینی بسیار متنوعی وجود دارد. نگرش دولت چین نسبت به مذهب نوعی بدبینی و عدم تبلیغ است.
بر اساس نظرسنجی گالوپ در سال ۲۰۱۲، ۴۷ درصد از مردم چین متقاعد شده که خداناباور بودند و ۳۰ درصد دیگر مذهبی نبودند. در مقایسه، تنها ۱۴ درصد خود را مذهبی می‌دانستند. اخیراً، نظرسنجی گالوپ در سال ۲۰۱۵ تعداد آتئیست‌های متقاعد شده در چین را ۶۱ درصد نشان داد که ۲۹ درصد دیگر گفتند که مذهبی نیستند در حالی که فقط ۷ درصد مذهبی هستند.